# 微透析

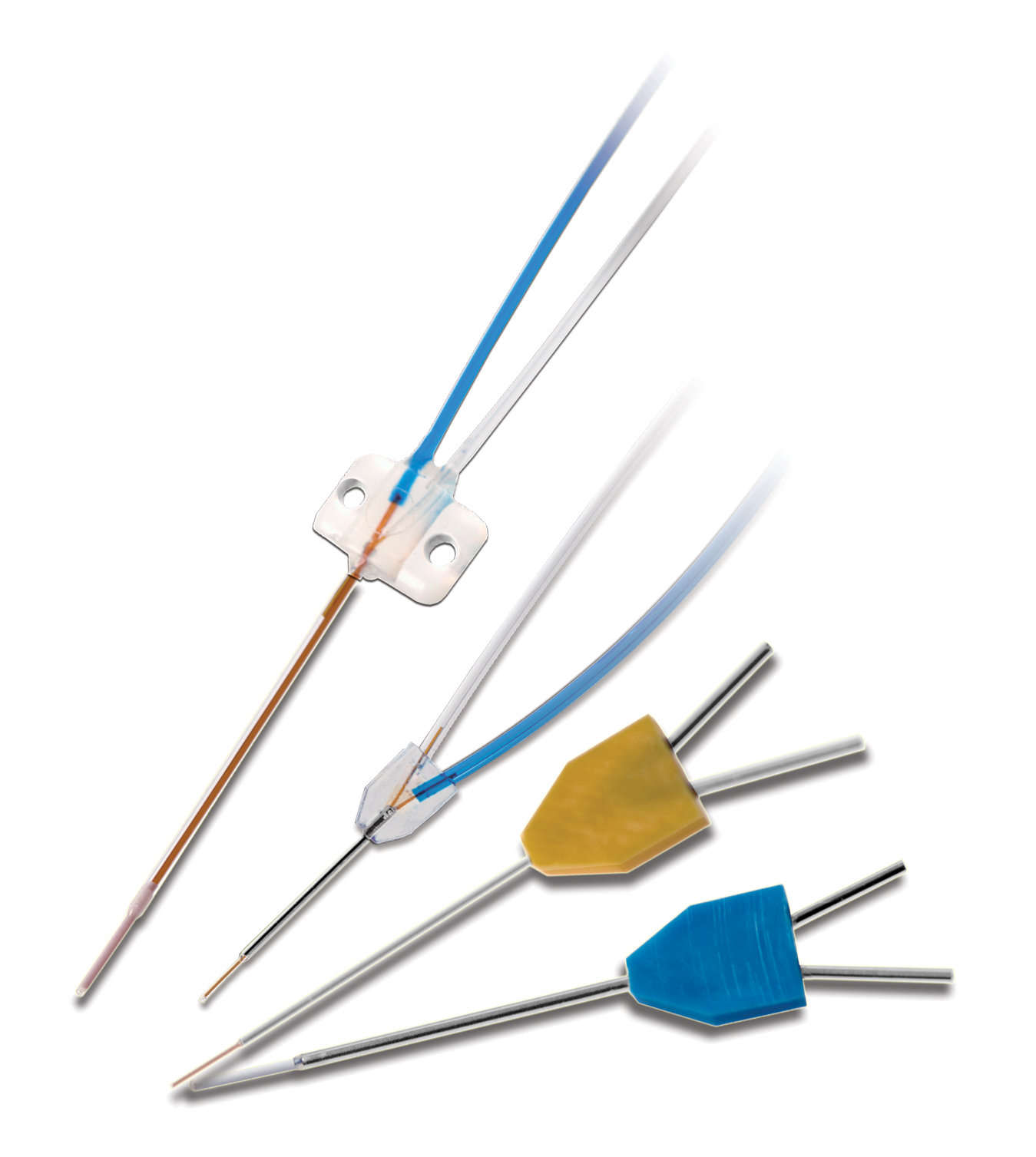
由CMA Microdialysis AB製造的微透析探針，該組織位於瑞典希斯塔。

微透析是一種微創的採樣技術，幾乎可以在任何組織的細胞外液中，連續測量游離、未結合的目標受質濃度。目標受質可以是内源性分子（像神经递质、激素、葡萄糖等），透析目的是評估相關生物機能，也可以是外源性分子（像藥品），用透析來量測在體內的濃度。微透析的技術需要插入小的微透析导管（也稱為微透析探針）到要分析的部位。微透析导管的設計模仿微血管，其軸的尖端有半透的中空纖維膜，其连接到入口管和出口管。导管處會持續的灌注水溶液（灌注液），其濃度接近附近組織中液體的離子濃度，流速約為0.1-5μL/min。若插入要分析的部位，小分子的溶質會透過被動扩散作用通過半透膜。溶質移動的方向隨著溶質的濃度梯度而定，因此微透析导管可以作採樣用，也可以將溶質注入到體內。离开探针的溶液（透析液）會定時加以取樣，做分析用。